# Johann Baptist Haggenmüller (Politiker, 1792)
Johann Baptist Haggenmüller (geb. 20. April 1792 in Kempten (Allgäu), gest. 16. Februar 1862 ebenda) war Heimatforscher und ein Mitglied der Frankfurter Nationalversammlung.

## Leben

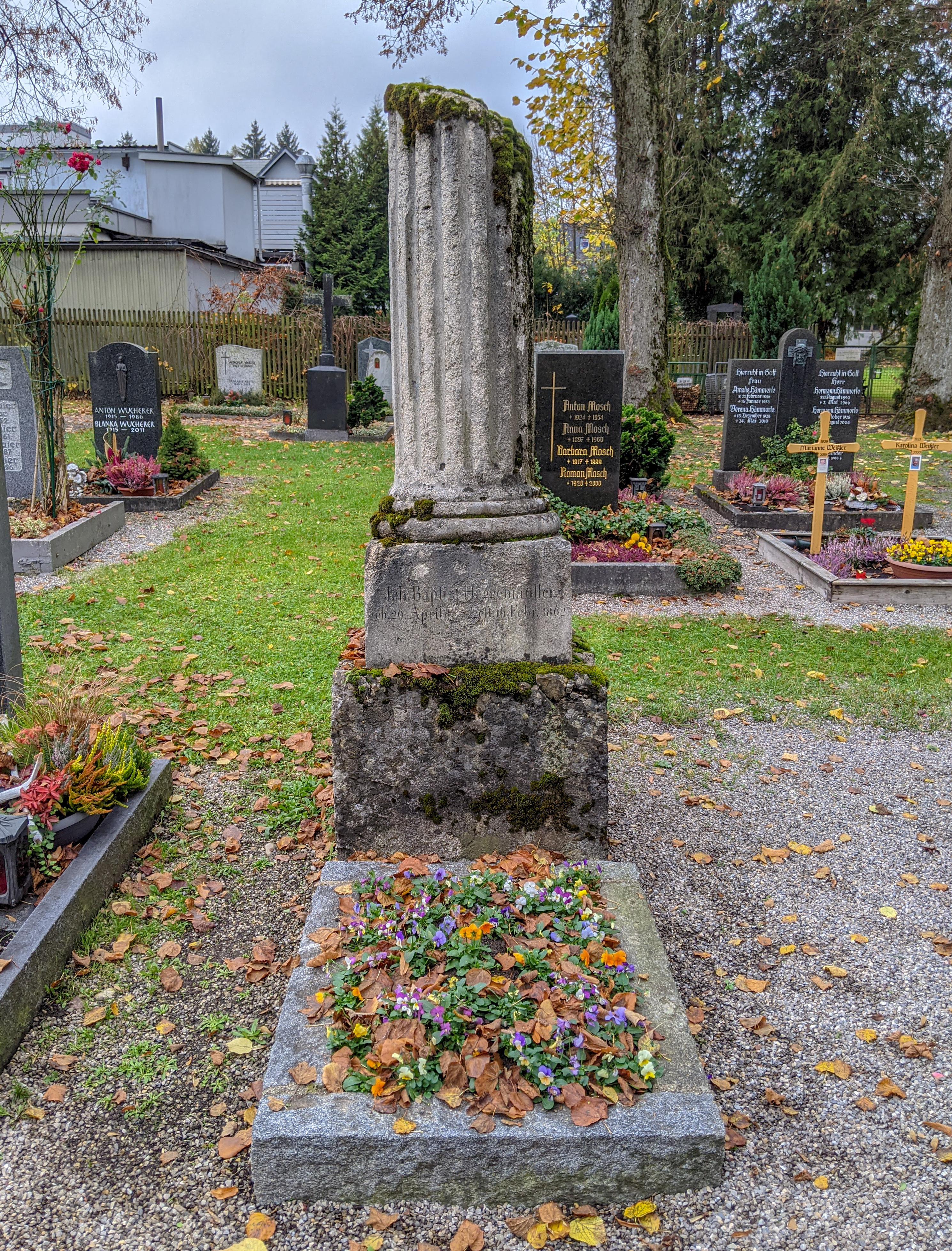
Grabstätte von Johann Baptist Haggenmüller auf dem Katholischen Friedhof in Kempten

Haggenmüller war der Sohn eines Altwarenhändlers. Ab dem Jahr 1804 besuchte er das Gymnasium, 1809 begann er ein Studium der Rechte, Geschichte und Philosophie in Landshut. 
Im März 1813 leistete er Dienst in einem bayerischen Legionsbataillon. Dabei lernte er den Orientalisten Jakob Philipp Fallmerayer kennen, mit dem ihn eine dauerhafte Freundschaft verband. Im Krieg gegen Frankreich wurde er zum Oberleutnant befördert. Ab 1817 war er Gymnasial-Lehrer in Dillingen. 1824 wurde er Professor in Landshut, dort jedoch durch Denunziation seines Lehramtes enthoben. 1840 verfasste eine Geschichte seiner Vaterstadt Kempten. 1848 wurde er in die Frankfurter Nationalversammlung gewählt. Er schloss sich dem linken Zentrum an, trat aber nicht als Redner hervor. Nach dem ergebnislosen Ende im Mai 1849 wurde der Sitz nach Stuttgart verlegt, wo sich Haggenmüller weiter engagierte. Er wurde verhaftet, kam aber im Dezember 1849 wieder frei und widmete sich fortan der Geschichte Kemptens.